# Stazione di Santa Maria Capua Vetere
Stazione di Santa Maria Capua Vetere vasútállomás Olaszországban, Santa Maria Capua Vetere településen.

## Vasútvonalak
Az állomást az alábbi vasútvonalak érintik:
- Róma–Cassino–Nápoly-vasútvonal
- Ferrovia Alifana

## Kapcsolódó állomások
A vasútállomáshoz az alábbi állomások vannak a legközelebb:
- Stazione di Caserta (Stazione di Napoli Centrale)
- Stazione di Capua
- Anfiteatro railway station (Stazione di Piedimonte Matese)